# Липовый Ключ
Липовый Ключ (тат. Юкәле чишмә, вариант тат. Юкәле чишмә) — деревня в Туймазинском районе Республики Башкортостан Российской Федерации. Входит в состав Верхнебишиндинского сельсовета.

## География

### Географическое положение
Расстояние до:
- районного центра (Туймазы): 20 км,
- центра сельсовета (Верхние Бишинды): 7 км,
- ближайшей ж/д станции (Туймазы): 20 км.

## История
Название происходит от названия родника

## Население
| 2002 | 2009 | 2010 |
| ---- | ---- | ---- |
| 73   | ↗98  | ↘84  |

Национальный состав
Согласно переписи 2002 года, преобладающая национальность — татары (78 %).